# 2000年夏季残疾人奥林匹克运动会澳大利亚代表团
2000年夏季残疾人奥林匹克运动会澳大利亚代表团是澳大利亚派出的2000年夏季残疾人奥林匹克运动会代表团。获得63枚金牌、39枚银牌和47枚铜牌。